# 군산신흥초등학교
군산신흥초등학교(群山新興初等學校)는 대한민국 전북특별자치도 군산시 나운동에 있는 공립 초등학교이다.

## 학교 연혁
- 1995년 3월 1일 군산신흥초등학교 설립인가
- 1995년 3월 1일 제1대 정두환 교장 부임
- 1997년 2월 28일 제1회 졸업(106명)
- 1997년 3월 1일 제2대 황옥택 교장 부임
- 1998년 10월 12일 도교육청지정 에너지 절약 시범학교 운영 보고회
- 1999년 9월 1일 제3대 고석충 교장 부임
- 2000년 9월 1일 제4대 채현석 교장 부임
- 2001년 10월 29일 시교육청지정 인성교육 운영 보고회
- 2002년 3월 1일 41학급 편성(1508명)
- 2002년 9월 1일 제5대 박환우 교장 부임
- 2003년 3월 1일 45학급 편성(1517명)
- 2004년 3월 1일 42학급 편성(1450명)
- 2004년 9월 1일 제6대 황현택 교장 부임
- 2005년 3월 1일 40학급 편성(1417명)
- 2006년 2월 14일 교육복지 투자우선지역 대상학교 지정
- 2006년 3월 1일 36학급 편성(1259명)
- 2006년 9월 19일 도교육청지정 ICT교육 연구학교 운영보고회
- 2007년 3월 1일 제7대 채홍석 교장선생님 부임
- 2007년 3월 1일 33학급 편성(1100명)
- 2007년 12월 31일 교육복지투자 우선지역 지원사업 평가 우수학교 표창
- 2008년 3월 1일 31학급 편성(1000명)
- 2008년 3월 1일 도교육청 녹색학교 조성사업 대상학교 선정(2년간)
- 2008년 12월 31일 전국 100대 교육과정 최우수학교 수상
- 2009년 1월 16일 제9회 아름다운 학교 최우수상 수상
- 2009년 3월 1일 40학급 편성(1320명)
- 2009년 3월 1일 제8대 김수경 교장선생님 부임
- 2010년 1월 15일 도교육청 독서교육연구학교 지정
- 2010년 3월 1일 40학급 편성(1451명)
- 2011년 3월 1일 제9대 이갑록 교장선생님 부임
- 2011년 3월 1일 36학급 편성
- 2011년 9월 30일 군산신흥초등학교병설유치원 설립인가(2학급)
- 2012년 2월 15일 16회 졸업식(191명 총3,071명)
- 2012년 3월 1일 34학급 편성(982명)
- 2012년 3월 1일 제1대 이갑록 유치원 원장 취임
- 2012년 3월 7일 제1회 유치원 입학식(34명)
- 2012년 4월 12일 개원식
- 2013년 2월 6일 제1회 유치원 졸업식(14명)
- 2013년 2월 14일 17회 졸업식(195명 총 3,266명)
- 2013년 3월 1일 32학급 편성(835명)
- 2013년 9월 1일 제10대 김점숙 교장선생님 부임
- 2013년 9월 1일 제2대 김점숙 유치원 원장 부임
- 2014년 2월 12일 제2회 유치원 졸업식(25명, 총 39명)
- 2014년 2월 14일 18회 졸업식(153명 총 3,419명)
- 2014년 3월 1일 30학급 편성(772명)

## 참고 자료
- 군산신흥초등학교 - 한국교육학술정보원 학교알리미